# Кодекс Готті
«Кодекс Готті» (англ. Gotti) — біографічна кримінальна драма про гангстера Джона Готті, у виконанні Джона Траволти, та його сина Джона Готті-молодшого. Світова прем'єра стрічки відбулась на Каннському кінофестивалі 15 травня 2018 року.

## Сюжет
Джон Готті — відомий мафіозі, який здобув репутацію серед кримінального світу, працюючи на Карло Гамбіно. Після вдалого усунення вимагача грошей у боса, Готті заробляє повагу в очах Гамбіно та його приймають до клану.
У 1970-х роках Готті відсидів кілька років. Після виходу він втягує сина в кримінальні справи. Той бере участь у різних кримінальних розбірках. Одного з синів Готті сусід збиває. Дитина отримала травми не сумісні з життям. Невдовзі люди Джона чинять з водієм розправу.
Поліція отримує записи телефонних розмов Анджело Руджеро, який був частим гостем в будинку Готті. У Пола Кастелано можуть початися проблеми, але він хоче залишитись босом навіть у тому випадку, якщо його посадять за ґрати. Джону Готті Пол не подобається. Після смерті Ніла він влаштовує вбивство Кастелано. Готті отримує підтримку своєї кандидатури як очільника клану.
Судовий розгляд у справі вбивства Пола Кастелано Семмі, який ніколи не подобався Готті, починає співпрацювати та зізнаватися у вбивствах. Джона засуджують на п'ять довічних позбавлень волі. Після ув'язнення починається зачистка серед його близьких людей.
Готті-молодший зізнається, що виходить із гри. Джон помирає, а син, після відбування покарання, повертається до сім'ї через відсутність інших доказів.

## У ролях
| Актор              | Роль                |
| ------------------ | ------------------- |
| Джон Траволта      | Джон Готті          |
| Келлі Престон      | Вікторія Готті      |
| Стейсі Кіч         | Ніл Деллакрок       |
| Прюітт Тейлор Вінс | Анджело Руджеро     |
| Лео Россі          | Барталамью Боріелло |
| Спенсер Лофранко   | Джон Готті мол.     |
| Кріс Малкі         | Френк ДеЧікко       |
| Сал Рендіно        | Вінсент Джиганте    |
| Вільям ДеМео       | Семмі Гравано       |
| Кріс Керсон        | Вілфред Джонсон     |
| Ніко Бастамант     | Френкі Готті        |

## Створення фільму

### Виробництво
Основні зйомки фільму розпочались 25 липня 2016 року в Цинциннаті, Огайо.

### Знімальна група
- Кінорежисер — Кевін Конноллі
- Сценарист — Лео Россі, Лем Доббс
- Кінопродюсери — Рендалл Емметт, Марк Фіоре, Майкл Фрош, Джордж Фурла
- Композитори — Pitbull, Джейкоб Бантон, Джордж Гомес
- Кінооператор — Майкл Барретт
- Кіномонтаж — Джим Флінн
- Художник-постановник — Патрісіу М. Фаррелл
- Артдиректори — Дінс Даніельсен, Старлет Джейкобс
- Художник-декоратор — Джиа Гроссо, Рамона Рой
- Художники-костюмери — Олівія Майлз, Маттео Перін, Кармен Рамундо[5]

## Сприйняття
Фільм отримав негативні відгуки. На сайті Rotten Tomatoes оцінка стрічки становить 0 % на основі 48 відгуків від критиків (середня оцінка 2,2/10) і 49 % від глядачів із середньою оцінкою 2,9/5 (7 824 голоси). Фільму зарахований «гнилий помідор» від кінокритиків та «розсипаний попкорн» від глядачів, Internet Movie Database — 4,9/10 (7 247 голосів), Metacritic — 24/100 (16 відгуків критиків) і 4,4/10 (32 відгуки від глядачів).
Видання «Голлівудський репортер» за підсумками 2018 року поставило Кодекс Готті» на перше місце свого антирейтингу найгірших фільмів.